# الجبهة البلطيقية الأولى
الجبهة البلطيقية الأولى (بالروسية: Пéрвый Прибалтийский фронт) كانت تشكيلًا رئيسيًا للجيش الأحمر خلال الحرب العالمية الثانية. تحت قيادة جنرال الجيش أندريه يريومينكو، وخلفه الجنرال في الجيش باجراميان. تشكلت تحت اسم جبهة كالينين في 12 أكتوبر 1943، وشاركت في العديد من العمليات العسكرية الهامة، وأبرزها عملية باغراتيون في صيف عام 1944. ساعدت الجبهة البلطيقية الأولى أيضًا في رفع الحصار عن لينينغراد في 27 يناير 1944، وكذلك في عملية ساملاند، وعرفت في ذلك الوقت باسم مجموعة ساملاند، واستولت على كونيجسبيرج في أبريل 1945. 

## القوات
اعتبارًا من 23 يونيو 1944، كانت جبهة البلطيق الأولى تتكون من الوحدات التالية وقادتها:
جبهة البلطيق بقيادة قائد الجبهة الجنرال إيفان باغراميان
جيش الصدمة الرابع بقيادة الفريق بيوتر ماليشيف
- فيلق البندقية رقم 83

جيش الحرس السادس بقيادة الفريق إيفان تشيستياكوف
- فيلق الحرس الثاني للبنادق
- فيلق الحرس الثاني والعشرون للبنادق
- فيلق الحرس الثالث والعشرون للبنادق
- فيلق الحرس 103 للبنادق
- مدفعية الجيش

الجيش الـ43 بقيادة الفريق أفاناسي بيلوبورودوف
- الفيلق الأول للبنادق
- فيلق البندقية الستين
- فيلق البندقية رقم 92
- الفيلق الأول للدبابات

الجيش الجوي الثالث بقيادة الفريق ن.ف. بابيفين
- فيلق الطيران المقاتل الحادي عشر

## القادة

### القائد
- جنرال الجيش أندريه ييريمينكو (أكتوبر – 19 نوفمبر 1943)
- جنرال الجيش إيفان باجراميان (19 نوفمبر 1943 – فبراير 1945)

### المفوض العسكري
- الفريق دميتري ليونوف (أكتوبر 1943 – نوفمبر 1944)
- الفريق ميخائيل روداكوف (نوفمبر 1944 – فبراير 1945)

### رئيس الأركان
- الفريق أول فلاديمير كوراسوف (أكتوبر 1943 – فبراير 1945)

## وصلات خارجية
- زالوجا، ستيفن جيه باغراتيون 1944 - تدمير مركز مجموعة الجيش . نيويورك: أوسبري للنشر، 1996، ص. 24(ردمك 1-85532-478-4)